# الرئيس التنفيذي للأعمال
الرئيس التنفيذي للأعمال (بالإنجليزية: Chief business officer (CBO))‏: هو المنصب القيادي الأعلى في الشركات التجارية الناشئة، المؤسسات الأكاديمية أو المؤسسات البحثية مثل: الجامعات، الكليات، المعاهد والمستشفيات التعليمية. يتحلى الرئيس التنفيذي للأعمال في القطاع التجاري بخبرة قيادية في إبرام الصفقات، ويتمتع بسجل واضح للنتائج والمسؤولية التنفيذية النهائية. في التعليم العالي، يُستخدم أيضًا ألقاب نائب الرئيس، عميد المشاركة، مساعد العميد والمدير لوصف منصب الرئيس التنفيذي للأعمال.

## الشركات التجارية
في صناعات التكنولوجيا الحيوية وتكنولوجيا المعلومات الناشئة، يتولى رؤساء الأعمال مسؤولية إدارية كاملة لعمليات إبرام الصفقات في الشركة، ويقدمون الخدمات القيادية وينفذون استراتيجية الصفقات التي تمكن الشركة من تحقيق رسالتها العلمية أو التكنولوجية وبناء قيمة المساهمين، كما يقدمون التوجيه الإداري لفريق تطوير المنتجات في الشركة حسب الحاجة. يُفْرَغ رؤساء الاعمال تقاريرهم مباشرةً إلى مجلس الإدارة أو إلى الرئيس التنفيذي للشركة، وفي بعض الأحيان يكون لدى الرئيس التنفيذي للأعمال دور مزدوج كرئيس تجاري رئيسي ومدير استراتيجي رئيسي. غالبًا ما يتم إنشاء هذا المنصب لتكملة دور الرئيس التنفيذي الذي تتركز قوته وخبرته بشكل رئيسي في المنتجات والتكنولوجيا.
غالبًا ما يُكلَّف الرئيس التنفيذي للأعمال بمسؤوليات تنفيذ جميع أنشطة الأعمال والتطوير في الشركة، الحفاظ على العلاقات، إدارة المشاريع في جميع اتفاقيات الشراكة وضمان أنشطة التسويق بما في ذلك ذات الصلة بالموقع الإلكتروني وغيرها من الأنشطة.

## الأكاديميين والمعاهد البحثية
يُعثر عادةً على ألقاب الرئيس التنفيذي ونائب الرئيس التنفيذي الأول في مكتب الإدارة المركزي للجامعة، ولا يعني بالضرورة وجود علاقة هرمية بين تلك الوظائف ومنصب الرئيس التنفيذي للأعمال في معهد أو مركز تابع للجامعة، حيث يكون ذلك المنصب في العادة على مستوى مكافئ. في الوقت الحالي، توظف العديد من مناطق المدارس العامة الكبيرة في الولايات المتحدة الرؤساء التنفيذيين للاعمال للإشراف على عمليات الأعمال في منطقة المدرسة بالإضافة إلى عملهم في المدارس الفردية. تستخدم المدارس المستقلة بشكل متزايد لقب الرئيس التنفيذي للأعمال لتحديد مدير تمويل المدرسة أو مدير أعمال المدرسة. يجب عدم الخلط بين منصب الرئيس التنفيذي للأعمال في التعليم والمناصب غير المرتبطة بذلك مثلا لرئيس التنفيذي للأعمال غير المرتبط بمنصب رئيس التطوير التجاري أو رئيس تطوير الأعمال في صناعات أخرى. بالإضافة إلى ذلك، يتم تختيم عنوان رئيس تطوير العمليات التجارية غالبًا ليصبح الرئيس التنفيذي للأعمال في صناعات التكنولوجيا الحيوية وتكنولوجيا المعلومات والشركات الناشئة.
يتحمل الرئيس التنفيذي للأعمال مسؤولية الإدارة العامة والإدارة المالية وإدارة العمليات في المنظمة، حيث يجمع في العادة بين دور رئيس الإدارة، رئيس المالية ورئيس العمليات. نتيجة لذلك، يكون الشخص الذي يشغل منصب الرئيس التنفيذي للأعمال، بحسب التعريف، عادةً ما يمتلك مجموعة أوسع من الخبرات ومهارات أكثر شمولية من الأفراد الذين يشغلون تلك المناصب في المستوى التنفيذي.
كون الرئيس التنفيذي للأعمال واحدًا من كبار المسؤولين التنفيذيين في المؤسسة الأكاديمية أو البحثية، فإنه قد يشرف على التخطيط الاستراتيجي بالإضافة إلى الميزانية، إدارة الشؤون المالية، العقود، الموارد البشرية، المشتريات، الامتثال، العقارات، المرافق، تكنولوجيا المعلومات وإدارة المخاطر. في العديد من الكليات والجامعات، يشمل منصب الرئيس التنفيذي للأعمال المبادرات المتعلقة بالاستدامة والمباني الخضراء، بينما تتضمن مؤسسات أخرى علاقات المؤسسة المجتمعية والحكومية المحلية ضمن مسؤوليات الرئيس التنفيذي للأعمال.

## المؤهلات
غالبًا ما يحمل العديد من الرؤساء التنفيذية للأعمال درجات أكاديمية متقدمة (ماجستير إدارة الأعمال، دكتوراه، إلخ) أو درجات مهنية رائدة، ويستمرون في المشاركة في أبحاث أكاديمية أو مشاريع استشارية في مجالات اختصاصهم. يتم عادة اكتساب خبرة العمل لمنصب الرئيس التنفيذي للأعمال من خلال العمل في القسم أو الوحدة أو البرنامج على مستوى المنظمة قبل التقدم لشغل منصب الرئيس التنفيذي للأعمال ، على الرغم من أنه في بعض الأحيان يتم توظيف موظفي الأعمال على جميع المستويات من الصناعة الخاصة أو الحكومة أو منظمات غير ربحية أخرى.
تختلف متطلبات التعليم لمنصب الرئيس التنفيذي للأعمال بين الشركات التجارية المختلفة والمؤسسات.

## شاهد أيضاََ
- المدير التنفيذي
- رئيس مالي